# 双斑狗母鱼
双斑狗母鱼（学名：Synodus binotatus），又名吻斑狗母魚、狗母梭、錦鱗蜥魚，為輻鰭魚綱仙女魚目合齒魚亞目合齒魚科狗母鱼属的鱼类。分布于印度洋、太平洋以及台湾海峡等，多见于温暖海洋水深20米的海区中，體長可達18公分，為底棲性魚類，生活在珊瑚礁，屬肉食性，可做為食用魚。该物种的模式产地在西太平洋马绍尔群岛。